# Brandschutzamt der Bundeswehr
Koordinaten: 47° 30′ 56,6″ N, 10° 17′ 8,1″ O
Das Brandschutzamt der Bundeswehr (BrdSchABw) ist eine Bundesunterbehörde im Geschäftsbereich des Bundesministeriums der Verteidigung (BMVg). Es ist dem Bundesamt für Infrastruktur, Umweltschutz und Dienstleistungen der Bundeswehr (BAIUDBw) unmittelbar fachlich unterstellt.
Zum 1. Juni 2025 wurde das Zentrum Brandschutz der Bundeswehr (ZBrdSchBw) in Brandschutzamt der Bundeswehr (BrdSchABw) umbenannt und neu organisiert.
Mit der Gründung des Brandschutzamtes der Bundeswehr, das aus dem bisherigen Zentrum Brandschutz und Teilen des BAIUDBw hervorgeht, wurde der Brandschutz in der Bundeswehr neu aufgestellt und unter einem Dach zusammengeführt:
- Operative Führung aller zivilen Brandschutzkräfte
- Alle Feuerwachen an den Standorten
- 5 Regionale Führungsstellen in Lechfeld, Köln, Kiel, Potsdam und Wunstorf
- Ausbildung im feuerwehrtechnischen Dienst

## Auftrag
Das Brandschutzamt der Bundeswehr führt mit den nachgeordneten regionalen Führungsstellen 58 Bundeswehr-Feuerwehren im gesamten Bundesgebiet und verantwortet den abwehrenden Brandschutz in den zahlreichen unterschiedlichen Einrichtungen der Bundeswehr. Es ist für die Sicherstellung des Abwehrenden Brandschutzes und der Technischen Hilfeleistung bei Dienststellen der Bundeswehr verantwortlich, bei denen Auftrag, Geheimhaltungsgründe oder besonderes Gefahrenpotential die Vorhaltung einer Bundeswehrfeuerwehr erfordern.

## Aufgaben
Das Brandschutzamt der Bundeswehr hat im Einzelnen folgende Aufgaben:
- operative Führung der Bundeswehr-Feuerwehren mit rund 3600 Brandschutzkräften
- Betrieb eines Lagezentrums als Ansprechstelle und zur Erfassung und Darstellung aller notwendigen Informationen
- rückwärtige Führung der Bundeswehr-Feuerwehren bei Großschadenslagen durch das Lage- und Führungszentrum
- Steuerung und Koordination des Einsatzes von Personal und Material
- organisatorische und fachliche Unterstützung der Bundeswehr-Feuerwehren im Einsatz auf Anforderung, Steuerung und Koordination der Materialbewirtschaftung
- fachliche Zuarbeit für das Bundesministerium der Verteidigung und brandschutzverantwortliche Referate im BAIUDBw

## Leitung
- 2012–2018: Oberst Michael Schuch[3]
- 2018–2022: Andreas Sagurna
- 2022–2023: Friedhelm Wolter
- 2023–2025: René Sionkiewicz
- seit 2025: Mirko Temmler[4]

## Wappen
Das Wappen des BrdSchABw vereint die Zugehörigkeit zum Organisationsbereich Infrastruktur, Umweltschutz und Dienstleistungen (IUD), die Funktion der Feuerwehr und die Verbundenheit zur Stationierungskommune.
Auf der linken Seite befindet sich das IUD-Wappen in schwarz auf rotem Grund, auf der rechten Seite ein Feuerwehrhelm vor gekreuzten Äxten in schwarz auf goldenem Grund und im Schildfuß das Wappen der Stadt Sonthofen.
Die beherrschenden Farben Schwarz-Rot-Gold sollen die Gesamtheit des Amtes sowie die in ganz Deutschland verteilten Feuerwachen repräsentieren.